# Astronesthes bilobatus
Astronesthes bilobatus is een  straalvinnige vissensoort uit de familie van Stomiidae. De wetenschappelijke naam van de soort is voor het eerst geldig gepubliceerd in 1996 door Parin & Borodulina.